# Pol Lirola
Pol Mikel Lirola Kosok (nascut el 13 d'agost de 1997) és un futbolista professional català que juga com a lateral dret a l'Olympique de Marsella. És internacional amb la selecció catalana.

## Carrera de club

### Espanyol
Nascut a Mollet del Vallès, Catalunya, Lirola va començar la seva carrera al RCD Espanyol juvenil, debutant amb l'equip B de la tercera divisió espanyola el 2014. Lirola va ser cedit a la Juventus el gener de 2015, on es va incorporar al juvenil del club.

### Juventus
Durant la sessió d'estiu del mercat de fitxatges a finals d'aquest any, la Juventus va comprar Lirola de manera directa. El 28 de juliol de 2016 es va traslladar a Sassuolo amb un préstec de dos anys.
Lirola va fer el seu debut com a professional oficial a la ronda de play-off de la UEFA Europa League, assistint al gol de Domenico Berardi en un empat 1-1 fora de casa contra l'Estrella Roja de Belgrad, que va permetre el club de classificar-se per a la fase de grups de la competició per la primera vegada en la seva història. En la mateixa competició, va marcar el primer gol, el primer de la seva carrera, en una victòria a casa per 3-0 davant l'Athletic de Bilbao el 15 de setembre, en el partit del grup inaugural del club; aquest va ser el primer gol històric del club en competicions europees oficials.

### Sassuolo
El 31 de gener de 2018, el Sassuolo va fitxar Lirola per 7 milions d'euros.

### Fiorentina
L'1 d'agost de 2019, Lirola es va unir a la Fiorentina de la Sèrie A en cedit amb obligació de compra.

### Marsella
El 12 de gener de 2021, Lirola es va incorporar al Marsella francès, cedit fins al final de la temporada.

#### Cessió a l'Elx
El 12 d'agost de 2022, el Lirola es va traslladar al club de la Lliga, cedit, amb opció de compra.

## Internacional

### Catalunya
El 28 de desembre de 2016 va disputar com a titular amb la selecció catalana el Trofeu Catalunya Internacional 2016, un partit contra la selecció de Tunísia que va acabar en empat 3 a 3 i finalment en victòria tunisenca a la tanda de penals.

### Espanya
Lirola ha representat Espanya a nivell sub-17 el 2013.

## Vida personal
Lirola és d'origen alemany a través de la seva mare. Té passaport alemany i parla l'idioma amb fluïdesa.

## Palmarès
Espanya sub-21
- Campionat d'Europa sub-21 de la UEFA: 2019[16]